# Hortensius (cràter)
Hortensius és un petit cràter d'impacte lunar amb forma de bol; es troba a la part nord del Mare Insularum, a certa distància a l'oest-sud-oest del prominent cràter Copernicus. Hortensius és circular, amb una petita plataforma al punt mitjà del talús de les parets del brocal. L'interior té una albedo més alta que el mar lunar circumdant, malgrat la presència de rastres del sistema de marques radials de Copernicus.
Al nord d'Hortensius hi ha un conjunt de sis cúpules lunars, i algunes tenen un minúscul cràter al cim. Es considera que són volcans escut formats per un tipus de lava altament viscosa. Les cúpules lunars són generalment de forma circular, amb un diàmetre de 6 i 8 km, i arriben als 400 m d'elevació. Estan formades amb el mateix material que el mar circumdant, encara que amb un procés geològic diferent.

## Cràters satèl·lits
Per convenció aquests elements s'identifiquen en els mapes lunars col·locant la lletra al costat del punt mitjà del cràter que és més proper a Hortensius.
|            | \| Hortensius \| Coordenades \| Diàmetre \| \| ---------- \| ---------------------------------- \| -------- \| \| A \| 4° 24′ N, 30° 42′ O / 4.4°N,30.7°O \| 10 km \| \| B \| 5° 18′ N, 29° 30′ O / 5.3°N,29.5°O \| 6 km \| \| C \| 6° 00′ N, 26° 42′ O / 6.0°N,26.7°O \| 7 km \| \| D \| 5° 24′ N, 32° 18′ O / 5.4°N,32.3°O \| 6 km \| \| \| 5° 12′ N, 25° 24′ O / 5.2°N,25.4°O \| 15 km \| \| F \| 7° 06′ N, 25° 36′ O / 7.1°N,25.6°O \| 6 km \| \| G \| 8° 06′ N, 26° 06′ O / 8.1°N,26.1°O \| 4 km \| \| H \| 5° 54′ N, 31° 06′ O / 5.9°N,31.1°O \| 6 km \| |          |
| Hortensius | Coordenades | Diàmetre |
| A          | 4° 24′ N, 30° 42′ O / 4.4°N,30.7°O | 10 km    |
| B          | 5° 18′ N, 29° 30′ O / 5.3°N,29.5°O | 6 km     |
| C          | 6° 00′ N, 26° 42′ O / 6.0°N,26.7°O | 7 km     |
| D          | 5° 24′ N, 32° 18′ O / 5.4°N,32.3°O | 6 km     |
|            | 5° 12′ N, 25° 24′ O / 5.2°N,25.4°O | 15 km    |
| F          | 7° 06′ N, 25° 36′ O / 7.1°N,25.6°O | 6 km     |
| G          | 8° 06′ N, 26° 06′ O / 8.1°N,26.1°O | 4 km     |
| H          | 5° 54′ N, 31° 06′ O / 5.9°N,31.1°O | 6 km     |